# Джессіка Рейн
Джессіка Рейн (англ. Jessica Raine, нар. 20 травня 1982) — британська акторка.

## Життєпис
Джессіка Рейн народилася у Ірдіслі, графство Герефордшир, в родині фермера Аллана Ллойда. У неї є старша сестра. Закінчила Королівську академію драматичного мистецтва.
В 2010 почала зустрічатися з актором Томом Гудманом-Гіллом, з яким познайомилася під час спільної гри в п'єсі. 5 вересня 2015 року в Лондоні одружилася з ним.

## Фільмографія
- 2022 — «Година диявола» — Люсі Чемберс
- 2019 — «Баптист» — Женев'єва
- 2012 — «Жінка в чорному»
- 2010 — «Робін Гуд»

## Телебачення
- «Закон Гарроу» (2009)
- «Викличте акушерку» (2012—2015)
- «Доктор Хто» (2013)
- «Пригода в просторі та часі» (2013)
- «За службовими обов'язками» (2014)
- «Вовча зала» (2015)
- «Партнери по злочину» (2015)